# Genoa Museum and Store
Il Museo della storia del Genoa è il Museo multimediale dedicato alla storia del Genoa Cricket and Football Club. Fa capo alla Fondazione Genoa 1893, ente di partecipazione che rappresenta gli interessi diffusi dei sostenitori del Genoa e della comunità genovese, ed ha sede nella palazzina San Giobatta del Porto antico di Genova. Il museo è stato riconosciuto dal Ministero per i Beni e le Attività Culturali di rilevante interesse culturale.

## Storia

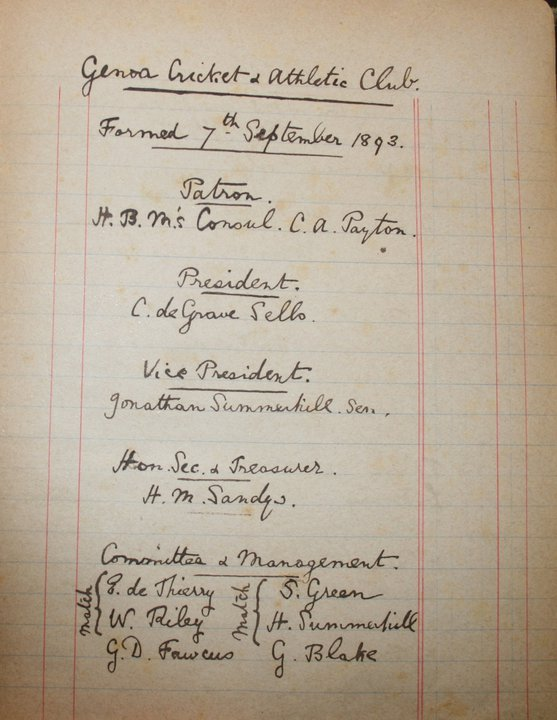
L'atto di fondazione del Genoa Cricket and Athletic Club, datato 7 settembre 1893

Il Museo ha aperto ufficialmente i battenti il 5 giugno 2009 nei locali un tempo occupati dallo storico giornale genovese Il Lavoro diretto da Sandro Pertini in Salita Dinegro 7 ma già nel giugno 2008 era stata realizzata nella stessa sede una mostra storico-documentaria intitolata Football. L'età dei pionieri (1898-1908) - Un viaggio nelle origini del calcio;  la definizione "età dei pionieri" fu coniata dal giornalista, scrittore e storico del calcio Gianni Brera. Tale iniziativa ha ricevuto il riconoscimento di rilevante interesse culturale per il contenuto storico-documentario dal Ministero per i Beni e le Attività Culturali. Il 5 gennaio 2012 il museo è stato visitato da Richard Tims, presidente dello Sheffield FC, squadra più antica del mondo fondata nel 1857 in occasione dei festeggiamenti 120 anni del Genoa.
Il 21 giugno 2013 è stata inaugurata la nuova sede denominata "Genoa Museum and Store" ospitata all'interno della Palazzina del Cinquecento San Giobatta presso il Porto Antico distribuito su tre livelli per un’estensione di oltre 500 m² con dieci sale espositive, il Genoa Store, principale punto vendita ufficiale della Società Genoa CFC e il Ticket Office.
Tra gli oggetti conservati all'interno del museo, oltre ai trofei storici come la Palla Dapples, si possono ricordare il pallone utilizzato nella finale del primo campionato italiano e la pagina del libro mastro a firma del Console inglese a Genova, sir Charles Alfred Payton, che attesta la data di fondazione della società genovese.
Nel marzo 2018 è stata acquisita dalla Fondazione per 40.000 dollari, la "Challenge Cup", meglio nota anche come "Coppa Duca degli Abruzzi" o "Coppa d'Onore", ovvero la coppa che si aggiudicò il Genoa a seguito della vittoria dei primi tre campionati italiani di calcio, e che era andata perduta dopo la morte di Henri Dapples a cui era stata affidata come deposito per un debito contratto con il club con lo svizzero.

## Galleria d'immagini

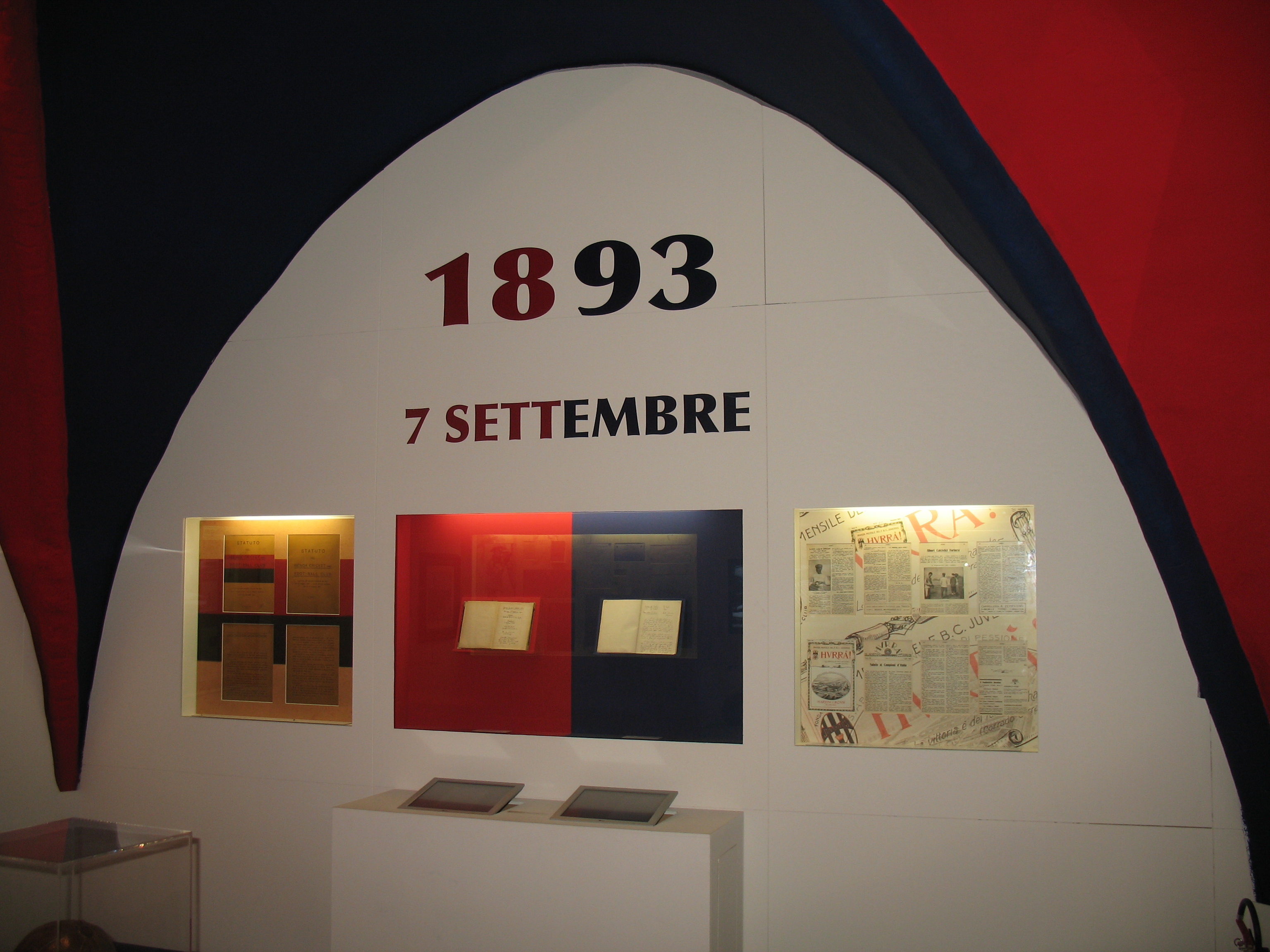
La fondazione del Genoa
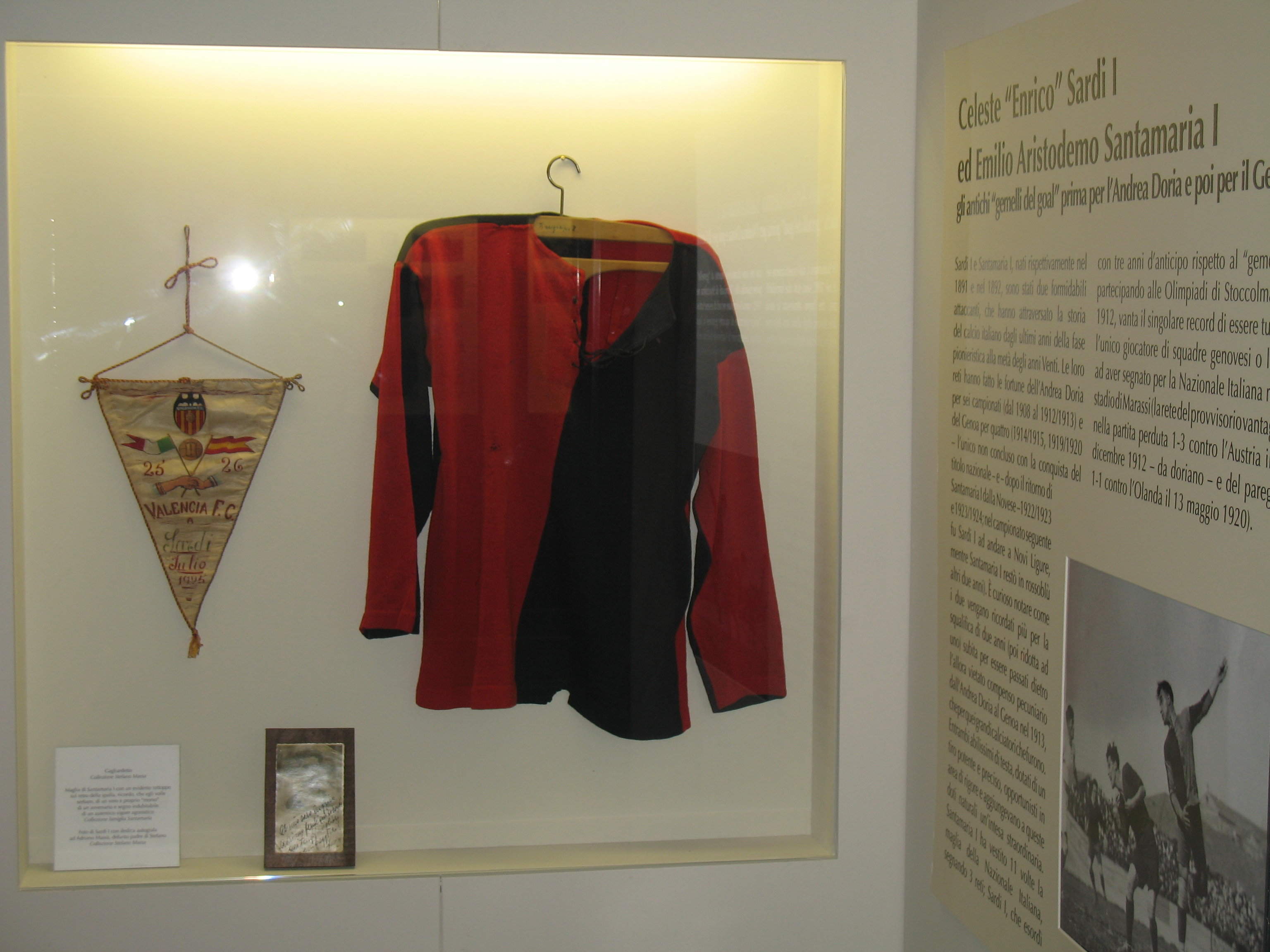
La maglia di Aristodemo Santamaria